# Trivigno
Trivigno är en ort och kommun i provinsen Potenza i regionen Basilicata i Italien. Kommunen hade 660 invånare (2017).